# Acupalpus splendidulus
Acupalpus splendidulus är en skalbaggsart som beskrevs av Victor Ivanovitsch Motschulsky. Acupalpus splendidulus ingår i släktet Acupalpus och familjen jordlöpare. Inga underarter finns listade i Catalogue of Life.